# Снятие (философия)
Сня́тие (нем. Aufhebung) — понятие в философии Гегеля, обозначающее момент развития, «в котором соединены как отрицание, так и сохранение, утверждение»:

Снятие проявляет своё подлинное двойное значение, которое мы видели в негативном: оно есть процесс негации и в то же время сохранение.
Гегель применял этот термин для характеристики движения абсолютной идеи. Каждое данное её состояние «снимается» или преодолевается высшим, чем и объясняется связь ступеней развития. Термин снятие иллюстрирует диалектический принцип отрицания отрицания: тезис снимается антитезисом, а антитезис — синтезом.
В диалектическом материализме термин снятие фиксирует момент преемственности при развитии от низшего к высшему (например, механическое движение включено в биологическую форму движения материи в «снятом» виде).